# Dorylus alluaudi
Dorylus alluaudi é uma espécie de formiga do gênero Dorylus.